# Hyperolius picturatus
Hyperolius picturatus es una especie de anfibios de la familia Hyperoliidae.
Habita en Costa de Marfil, Ghana, Guinea, Liberia, Sierra Leona y posiblemente Togo.
Su hábitat natural incluye bosques tropicales o subtropicales secos y a baja altitud, ríos, jardines rurales y zonas previamente boscosas ahora degradadas.
Está amenazada de extinción por la pérdida de su hábitat natural.